# Le Sable vif
Le Sable vif est un roman de Pierre Moinot publié le 24 mai 1963 aux éditions Gallimard et ayant reçu le prix des Libraires l'année suivante.

## Résumé
Jacques Lortier, un archéologue, est en vacances en Corse avec sa femme, Françoise, Jérôme Valdès, un ami photographe de presse et sa jeune amie, Célia. Ils sont rejoints par une amie de Jérôme, Claude, une journaliste. Les vacances sont banales, les hommes vont à la chasse, les femmes à la plage , etc.. Jacques, durant l'occupation, a échappé de justesse à un coup de filet de la police. Jérôme, lui, a été capturé et odieusement torturé. 
Mais un jour arrive durant ces vacances une manifestation publicitaire et touristique et dans cette foule, un gros homme dans lequel Jérôme reconnait un de ses bourreaux. Jérôme se décide à le tuer. Le groupe d'amis s'organise mais au moment de passer à l'acte, c'est l'Humain, devant cet être abjecte, bestial, qui apparaît.

## Éditions
- Le Sable vif, éditions Gallimard, 1963  (ISBN 2070245136).

## Critique
- Robert Kanters, Pierre Moinot ou le bonheur des justes, in Le Figaro littéraire du samedi 8 juin 1963, p. 2